# فاري (مريشكار)
فاري هي بلدة في مقاطعة مريشكار في ولاية قشقداريا في أوزبكستان.